# سهمگین‌میگویان
سهمگین‌میگویان (نام علمی: Dinocarida) نام یک رده از شاخه بندپایان است.